# 南部美人
株式会社南部美人（なんぶ びじん）は、岩手県二戸市にある日本酒の蔵元。社名・銘柄名は、所在地が江戸時代に南部藩領（南部地方）だったことと、淡麗な味わいの酒を美人にたとえたことに由来する。

## 概要
地元岩手県産の酒米（「吟ぎんが」「ぎんおとめ」など）を中心に使っている。こうした地産を重視した高品質な酒造り、輸出や海外コンテストへの出品のほか、南部杜氏が酒造りのノウハウ（酒米の種類や精米歩合、気温に合わせた吸水時間の決定など）を人工知能（AI）に学ばせて継承する といった新しい取り組みを行っている。
5代目蔵元である久慈浩介・代表取締役が、酒造りのかたわら、PR・プロモーション、海外市場開拓など渉外活動に熱心に取り組んだ結果、岩手の清酒では知名度の高い銘柄の一つとなった。
南部美人によれば、2007年からは日本航空のファーストクラス、2013年からはエティハド航空とエミレーツ航空の機内酒として採用されているという。
2011年には東日本大震災による花見自粛ムードがある中、同じ東北地方のいくつかの蔵元とハナサケ！ニッポン！の共同サイトを立ち上げた。そしてYouTubeに、過度の消費自粛による東北地方の経済的二次被害の惨状を訴える動画を投稿した。
2017年には、INTERNATIONAL Wine CHALLENGE 2017 SAKE部門 特別純米酒：総合最高位 チャンピオンサケを受賞。

## 沿革[13]
- 1902年（明治35年） - 創業（初代蔵元・末太）銘柄は「堀の友」。
- 1916年（大正5年）- 久慈酒造合名会社設立。
- 1951年（昭和26年） -「南部美人」発売。
- 1997年（平成9年）-　日本酒の輸出を開始。
- 2008年（平成20年）- 8月、リキュールの「糖類無添加梅酒」を発売[14][15][16]。
- 2009年（平成21年）- 8月6日、糖類無添加リキュールの製造方法で特許（特許第4415072号）を取得[17]。
  - 10月27日、「農商工連携事業計画」[18][19] の認定を受ける（黒石梅の里[20]・JA新いわて）。
- 2013年（平成25年）- 4月17日、コーシャ（kosher）の認定を取得[21][22][23]。
- 2020年（令和2年）12月 - ANA国際線ファーストクラス機内酒に採用

## 代表銘柄

### 南部美人
- 大吟醸 大吟醸初ばしり
- 大吟醸 限定大吟醸 生
- 大吟醸 純米大吟醸
- 大吟醸 大吟醸純米仕込
- 大吟醸
- 純米吟醸 ひやおろし生詰原酒―無濾過
- 純米吟醸 生
- 純米吟醸 吟ぎんが
- 純米吟醸
- 特別純米酒
- 特別純米酒 夏のにごり酒（7月販売）
- 吟醸酒 吟醸しぼりたて生原酒
- 本醸造
- 本醸造 辛口
- 本醸造 本生酒
- 本醸造 生貯蔵

### 糖類無添加リキュール
- 糖類無添加「梅酒」
- 糖類無添加「梅酒ヌーボー」
- ノンシュガースパークリング「梅酒」
- 糖類無添加「ラズベリー梅酒」
- 糖類無添加「ゆず酒」
- 糖類無添加「ゆずレモン酒」
- 糖類無添加「山ぶどう梅酒」
- 糖類無添加「ブルーベリー梅酒」
- 糖類無添加「いちご梅酒」

## 受賞歴[24]
- 全国新酒鑑評会
  - 平成14酒造年 - 29酒造年[25] 「南部美人」金賞受賞 - 平成14年、29年受賞
- 第95回南部杜氏自醸清酒鑑評会
  - 吟醸の部：「金賞」
  - 純米の部：「金賞」
- 秋の鑑評会 秋の岩手県清酒鑑評会
  - 吟醸の部：「銀賞」
  - 純米の部：「金賞」
- 東北清酒鑑評会
  - 吟醸の部：「優等賞」
  - 純米の部：「評価員特別賞」
- 海外コンクール
  - JOY OF SAKE 全米日本酒歓評会
  - 特別純米酒：ゴールドメダル
  - 大吟醸：シルバーメダル

## 新型コロナウイルスへの対応
- 2020年5月1日、酒造りの規制緩和を受けた取り組みで、新型コロナウイルス感染症の全国的な流行を受け、消毒液の需給が逼迫していることに対応した。医療用ガスなどを製造・販売する北良（同県北上市）と連携して医療・福祉関係者に優先的に販売。[26]

## 所在地

### 本社蔵
〒028-6101 岩手県二戸市福岡上町13。